# 조말
조말(曹沫, ?~?)은 중국 노(魯)의 장공(莊公)을 섬긴 장군이다.
노와 인접해 있던 강국 제(齊)는 번번이 노를 침략했고, 조말은 노의 장군으로 이를 막았으나 세 번이나 패하고 노는 영토를 잃게 되었다. 불리해진 노는 수읍(遂邑)을 바치는 조건으로 제와 화의를 맺게 되었는데, 이를 승낙한 환공(桓公)이 맹약하는 자리에서 장공이 바치는 수읍을 헌상한다는 내용이 담긴 맹약서를 쓰는 도중에, 조말이 난입해서 비수로 환공을 위협하며 자신의 패전을 보상하기 위해 앞서 제가 세 번의 전투에서 빼앗아간 노의 땅을 돌려줄 것을 협박하였고, 환공은 마지못해 서약서를 썼다.
환공은 협박으로 맺어진 계약은 무효하다며 임치(臨淄)로 돌아온 뒤 수읍 등을 다시 빼앗기 위해 군을 일으켰지만, 재상 관중(管仲)이 「패자(覇者)의 신망을 지키기 위해서는 그것이 협박으로 맺어진 약속이라 해도 지켜야 한다」고 환공을 설득했고 환공은 이에 노를 치지 않았다고 한다.

## 같이 보기
- 자객